# Tortilla Flat
Pour les articles homonymes, voir Tortilla Flat (homonymie).
Tortilla Flat (titre original : Tortilla Flat) est un roman picaresque américain de John Steinbeck publié en 1935.
C'est à cette histoire humoristique que l'auteur doit son premier prix littéraire, la médaille d'or du meilleur roman écrit par un Californien décernée par le Commonwealth Club of California. Le roman a été publié par Pascal Covici, qui devint l'ami de Steinbeck.
John Steinbeck construit son œuvre par chapitres indépendants les uns des autres. Chacun illustre une aventure mettant en scène les compagnons du personnage principal, Danny. Ce roman est en accord avec la majorité de l'œuvre de Steinbeck. En effet nous restons dans le cadre captivant d'une Californie très prolétaire.

## Résumé
De retour de la guerre, Danny, un paisano de Monterey (Californie), apprend qu'il a hérité de deux maisons. Malgré son nouveau statut de propriétaire foncier, il entend bien poursuivre sa vie d'antan. Ses anciens amis, paisanos et vagabonds comme lui,  s'installent peu à peu dans « la maison de Danny » (Pablo, un de ses amis, a mis le feu à la seconde maison). Là commence une histoire d'amitié hors du commun. Dans une succession de chapitres, « les amis de Danny » vont réagir à des injustices, poursuivre des causes vertueuses, venir en aide aux habitants de Tortilla Flat. Ils mènent combat pour la vertu, contre le vice, et la maison devient bientôt le foyer d'une philanthropie utopique et bienveillante. 
Mais l'entrain passé, la monotonie s'installe et Danny ne supporte plus sa vie de propriétaire. Il quitte la maison, reprend sa vie de paisano. Accumulant les délits, s'adonnant à tous les vices, il devient égoïste, malveillant et sombre dans la mélancolie sans que les efforts de ses amis puissent le faire changer. Ils lui préparent une fête dans sa maison, où tout Tortilla Flat se rend. À l'occasion de cette fête inoubliable, Danny chute dans un ravin, se blesse, puis meurt. Les amis, malheureux, se rassemblent quelques jours après sa mort dans la maison du défunt. l'un d'entre eux offre des cigares ; Pilon allume le sien, jette l'allumette, et met le feu involontairement à un journal. D'une implicite décision, les amis laissent le feu se développer et regardent cette maison brûler, comme la première. Chacun des amis repart dans une direction, sans qu'un seul ne marche à côté d'un autre.

## Personnages
« Les amis de Danny », habitant sa maison :
- Danny : propriétaire de la maison et personnage central se sent souillé par la propriété.
- Pilon : moralisateur, intelligent, partagé entre le vice et la vertu.
- Pablo : croyant et habitant de la maison.
- Jésus-Maria : philanthrope. Don pour venir en aide et trouver ceux qui sont dans le besoin.
- « Big Joe » Portagee : intellectuellement diminué, ancien militaire, se laisse parfois tenter par le vice.
- Le Pirate : vagabond peu intelligent, vivant avec et pour ses chiens, qui rejoint le groupe des amis de Danny.
- Torrelli et sa femme font du troc pour vendre leur vin.

Mme Morales, voisine de Danny et, quelques fois sa maîtresse...
- Les autres femmes à proximité de ces ivrognes : Rosa Martin (Portagee), Arabella Gross), Cornelia Ruiz,
- Dolorès Engracia (Sweets) Ramirez

## Adaptation
- 1942 : Tortilla Flat, film américain réalisé par Victor Fleming, d'après le roman éponyme de Steinbeck, avec Spencer Tracy, Hedy Lamarr et John Garfield